# Mike Vining
Mike R. Vining (nascido em 12 de agosto de 1950) é um sargento major aposentado do Exército dos Estados Unidos, que foi um dos primeiros membros da Força Delta. Ele ingressou no Exército em 1968 e serviu até 1999.

## Biografia
Mike Vining nasceu em 12 de agosto de 1950, em Greenville, Michigan, filho de Roger e Arlene Vining.  Quando estava no colégio, viu notícias da Ofensiva do Tet, que o inspirou a ingressar no exército.  Ele se formou na Tri-County High School em 1968 e se alistou no Exército dos Estados Unidos no mesmo ano. 

## Carreira Militar
Vining concluiu o programa de descarte de munições explosivas (EOD) do Exército antes de ser enviado ao Vietnã em 1970. Ele serviu no 99º Destacamento de Artilharia por um ano antes de ser dispensado com honra.  Enquanto estava no Vietnã, ele foi premiado com a Estrela de Bronze por "serviço meritório em operações terrestres e tarefas EOD".  Em 1973, ele voltou ao Exército, servindo como especialista em EOD no 63º Destacamento de Artilharia em Fort Leonard Wood.  Em 1978, ele foi designado para a Delta Force, uma unidade recém-formada da qual ele foi o primeiro especialista em EOD.  Vining serviu no Delta até 1985, participando da Operação Eagle Claw e da Operação Urgent Fury.  De 1985 a 1986, ele foi designado para o 176º Destacamento de Artilharia no Alasca, antes de ser trazido de volta ao Delta de 1986 a 1992, participando da Guerra do Golfo, Operação Uphold Democracy e servindo como especialista em explosivos durante o bombardeio das Torres Khobar em 1996.  Ele se aposentou do serviço militar em janeiro de 1999. 

### Operações e campanhas
- (1970) Guerra do Vietnã - Campanha de Inverno-Primavera
- (1970) Operação Toan Thang 42/Rock Crusher
- (1970) Guerra do Vietnã - Campanha contra-ofensiva do Santuário
- (1970–1971) Guerra do Vietnã - Campanha Contra-ofensiva Fase VII
- (1979–1981) Crise dos reféns americanos no Irã
- (1980) Operação Eagle Claw
- (1983) Operação Fúria Urgente
- (1991) Guerra do Golfo/Defesa da Arábia Saudita
- (1991) Operação Desert Storm
- (1994) Operação Uphold Democracy

## Carreira Posterior
Vining é bacharel em sociologia pela State University of New York e trabalhou como historiador para a National EOD Association e a EOD Warrior Foundation.  Ele também escreveu artigos sobre pós-história naval, pelos quais recebeu o Prêmio Joseph M. Hale por excelência em pesquisa.  Em 1991, Vining tornou-se membro da Universal Ship Cancellation Society e atuou como seu diretor de 2007 a 2009. 

## Prêmios e Condecorações
| Distintivo  | Distintivo de Infantaria de Combate               | Distintivo de Infantaria de Combate               | Distintivo de Infantaria de Combate               | Distintivo de Infantaria de Combate               | Distintivo de Infantaria de Combate               | Distintivo de Infantaria de Combate               | Distintivo de Infantaria de Combate                   | Distintivo de Infantaria de Combate                   | Distintivo de Infantaria de Combate                   | Distintivo de Infantaria de Combate                   | Distintivo de Infantaria de Combate                   | Distintivo de Infantaria de Combate                   |
| Distintivo  | Distintivo Básico de Paraquedista                 | Distintivo Básico de Paraquedista                 | Distintivo Básico de Paraquedista                 | Distintivo Básico de Paraquedista                 | Distintivo Básico de Paraquedista                 | Distintivo Básico de Paraquedista                 | Distintivo Básico de Paraquedista                     | Distintivo Básico de Paraquedista                     | Distintivo Básico de Paraquedista                     | Distintivo Básico de Paraquedista                     | Distintivo Básico de Paraquedista                     | Distintivo Básico de Paraquedista                     |
| 1ª fila     | Legião do Mérito                                  | Legião do Mérito                                  | Legião do Mérito                                  | Legião do Mérito                                  | Estrela de Bronze                                 | Estrela de Bronze                                 | Estrela de Bronze                                     | Estrela de Bronze                                     | Medalha de Serviço Meritório da Defesa                | Medalha de Serviço Meritório da Defesa                | Medalha de Serviço Meritório da Defesa                | Medalha de Serviço Meritório da Defesa                |
| 2ª fila     | Medalha de Serviço Meritório                      | Medalha de Serviço Meritório                      | Medalha de Serviço Meritório                      | Medalha de Comenda de Serviço Conjunto            | Medalha de Comenda de Serviço Conjunto            | Medalha de Comenda de Serviço Conjunto            | Medalha de Comenda do Exército                        | Medalha de Comenda do Exército                        | Medalha de Comenda do Exército                        | Medalha de Serviços Conjuntos                         | Medalha de Serviços Conjuntos                         | Medalha de Serviços Conjuntos                         |
| 3ª linha    | Medalha de Conquista do Exército                  | Medalha de Conquista do Exército                  | Medalha de Conquista do Exército                  | Medalha de Boa Conduta do Exército                | Medalha de Boa Conduta do Exército                | Medalha de Boa Conduta do Exército                | Medalha do Serviço de Defesa Nacional                 | Medalha do Serviço de Defesa Nacional                 | Medalha do Serviço de Defesa Nacional                 | Medalha Expedicionária das Forças Armadas             | Medalha Expedicionária das Forças Armadas             | Medalha Expedicionária das Forças Armadas             |
| 4ª carreira | Medalha de Serviço do Vietnã                      | Medalha de Serviço do Vietnã                      | Medalha de Serviço do Vietnã                      | Medalha de Serviço do Sudoeste Asiático           | Medalha de Serviço do Sudoeste Asiático           | Medalha de Serviço do Sudoeste Asiático           | Medalha de Serviço Humanitário                        | Medalha de Serviço Humanitário                        | Medalha de Serviço Humanitário                        | Fita de Desenvolvimento Profissional NCO              | Fita de Desenvolvimento Profissional NCO              | Fita de Desenvolvimento Profissional NCO              |
| 5ª linha    | Fita de Serviço do Exército                       | Fita de Serviço do Exército                       | Fita de Serviço do Exército                       | Fita de serviço no exterior do exército           | Fita de serviço no exterior do exército           | Fita de serviço no exterior do exército           | Medalha da Campanha do Vietnã                         | Medalha da Campanha do Vietnã                         | Medalha da Campanha do Vietnã                         | Medalha de Libertação do Kuwait                       | Medalha de Libertação do Kuwait                       | Medalha de Libertação do Kuwait                       |
| Distintivos | Distintivo Militar de Paraquedista de Queda Livre | Distintivo Militar de Paraquedista de Queda Livre | Distintivo Militar de Paraquedista de Queda Livre | Distintivo Militar de Paraquedista de Queda Livre | Distintivo Militar de Paraquedista de Queda Livre | Distintivo Militar de Paraquedista de Queda Livre | Distintivo de Descarte de Artilharia Explosiva Mestre | Distintivo de Descarte de Artilharia Explosiva Mestre | Distintivo de Descarte de Artilharia Explosiva Mestre | Distintivo de Descarte de Artilharia Explosiva Mestre | Distintivo de Descarte de Artilharia Explosiva Mestre | Distintivo de Descarte de Artilharia Explosiva Mestre |

## Vida Pessoal
Vining mora com sua esposa, Donna Ikenberry, uma fotojornalista freelancer, em South Fork, Colorado.  Eles têm dois filhos, chamados Terri e Lorri. 

## Ligações Externas
- Tributo do Serviço Militar dos EUA a Mike Vining